# Olegario González de Cardedal
Olegario González de Cardedal (Cardedal, Santiago de Tormes, (Àvila), 2 d'octubre de 1934) és un sacerdot i teòleg catòlic espanyol.

## Biografia
El seu nom de naixement va ser Olegario González Hernández, després va canviar el seu primer cognom per l'actual. Va rebre l'ordenació sacerdotal el 1959. És doctor en Teologia per la Universitat de Múnic, també va estudiar en Oxford i en Washington D. C.. Ha estat durant llargs anys catedràtic de la Universitat Pontifícia de Salamanca fins a la seva jubilació en 2004 i és membre de la Reial Acadèmia de Ciències Morals i Polítiques. Va ser col·laborador de Xavier Zubiri, alumne dels teòlegs Michael Schmaus i Karl Rahner.
Va ser membre de la Comissió Teològica Internacional, del Pontifici Consell per a la Cultura, Consultor del Consell Pontifici per al diàleg amb els no Creients i assistent al Concili Vaticà II. Articulista del diari ABC, és autor de nombrosos articles en revistes especialitzades i obres col·lectives.

## Crítiques a la seva obra teològica
Diversos teòlegs, com José María Iraburu o José Antonio Sayés, han criticat la seva exposició de la cristologia, acusant-la d'heterodoxa, i afirmant que la unió hipostàtica no queda clara i pot crear confusió. González de Cardedal utilitza en l'obra termes i definicions ambigües que, segons alguns, porten a confusió, ho ha estat qualificat de terrorisme verbal pseudo-teològic que està avui atacant el llenguatge bíblic i tradicional de la fe catòlica en pervertir el llenguatge teològic. González de Cardedal oculta la naturalesa divina de Crist cosa que va en contra del que s'exposa en el Concili de Calcedònia. Gónzález de Cardedal es defensa dient que encara que no negui a cap moment la unió hipostàtica de la persona divina en les seves dues naturaleses, sinó que proposa una interpretació moderna de la unió en hypostasis en la consonància de les innovacions de Karl Rahner, Zubiri i Ratzinger. El Concili d'Efes enfront de Nestori va definir l'única persona divina en Crist (Unió en hypostasis) i posteriorment Calcedònia la veritat, perfecció i permanència de les dues naturaleses (humana i divina) en un únic subjecte-persona (hypóstasis) Crist. Sense negar les afirmacions conciliars que no diuen com deu ser interpretat teològicament la unió en hypóstasis, el premi Raztinger proposa una comprensió dinàmica i ontològica que completi la comprensió òntica i estàtica de la tradició clàssica. Segons els seus partidaris, aquesta interpretació té l'avantatge d'explicar l'acció de la persona del Fill (El Fill crea una nova humanitat i la fa ser en la mesura en què l'afirma com a seva) no com a negació del Fill sinó com a personalització plenificadora del dinamisme inherent a l'home. Així s'eviten els malentesos per exclusió (s'afirma que Crist és persona Divina per substitució de la real humanitat que ens caracteritza a tots els altres humans) o per excepció (Es parteix del fet que Crist és la gran excepció, el gran miracle o enigma de l'humà... Ell no és l'excepció sinó la regla, i tot la resta cal repensar-los des d'ell).
En el seu manual de Cristologia, enfront de les acusacions de falta de llibertat de Crist en la seva mort que contradirien al Concili de Trento Cardedal deixa clar que la mort de Crist és fruit del joc de tres llibertats: La llibertat dels homes, que el "se'l van treure d'en mig" (Fets 2,23), de la llibertat del propi Crist i de la llibertat del Pare.
Benet XVI en la cerimònia d'entrega del premi Ratzinger 2011 es referia a la teologia d'aquest autor:
| « | Amb el professor González de Cardedal m'uneix un camí comú de molts decennis. Tots dos comencem amb Sant Bonaventura i deixem que ell ens indiqués la direcció. En una llarga vida d'estudiós, el professor González ha tractat tots els grans temes de la teologia, i això no simplement reflexionant i parlant d'ella des d'un escriptori, sinó també confrontant-se sempre amb el drama del nostre temps, vivint i també sofrint d'una forma molt personal les grans qüestions de la fe i així les qüestions de l'home d'avui. D'aquesta manera, la paraula de la fe no és alguna cosa del passat; en les seves obres es fa veritablement contemporània a nosaltres. | » |

## Obra
- Misterio trinitario y existencia humana: estudio histórico teológico en torno a San Buenaventura (1966),
- Crisis de los seminarios en la Iglesia y mundo actuales" (1966),
- ¿Crisis de seminarios o crisis de sacerdotes?: meditación de una España posconciliar (1967),
- Meditación teológica desde España (1972),
- Elogio de la encina: existencia cristiana y fidelidad creadora (1973),
- Ética y religión: la conciencia española entre el dogmatismo y la desmoralización (1977),
- Alfonso Querejazu (1977),
- Jesús de Nazaret. Aproximación a la cristología (1978, reed. 1993),
- Memorial para un educador: con un epílogo para japoneses (1982),
- La gloria del hombre (1985),
- España por pensar (1985),
- Madre y muerte (1994),
- El poder y la conciencia (1995),
- Raíz de la esperanza (1996),
- Cuatro poetas desde la otra ladera: Unamuno, Jean Paul, Machado y Oscar Wilde: prolegómenos para una cristología (1996),
- La entraña del cristianismo (1998),
- La palabra y la paz (1976-2000) (2000),
- Alfonso Querejazu, Joaquín Garrigues: correspondencia y escritos (1954-1974)" (2000)
- Cristología (2001),
- Sobre la muerte (2002),
- Dios (2004),
- Educación y educadores: el primer problema moral de Europa (2004),
- Historia, hombres, Dios (2005),
- Ratzinger y Juan Pablo II: la Iglesia entre dos milenios (2005),
- Fundamentos de Cristología. I, El camino (2005),
- Fundamentos de Cristología. II, Meta y misterio (2006),
- El quehacer de la teología (2008),
- La teología en España (1959-2009): memoria y prospectiva (2010),
- El rostro de Cristo (2011, reed. 2013).

## Premis
Va obtenir el Premi Espasa d'Assaig 1984 per la seva obra El poder y la conciencia. En juny de 2011 va rebre el Premi Ratzinger, en la seva primera edició, junt als també teòlegs Manlio Simonetti i Maximilian Heim. La seva col·lecció d'assaigs El rostro de Cristo (Fundación Edades del Hombre, 2011) va guanyar el Premi de la Crítica de Castella i Lleó en 2012 (en aquesta edició es va premiar ex aequo al poeta Antonio Colinas pel primer volum de les seves obres completes).